# 국립미술관 (칠레)

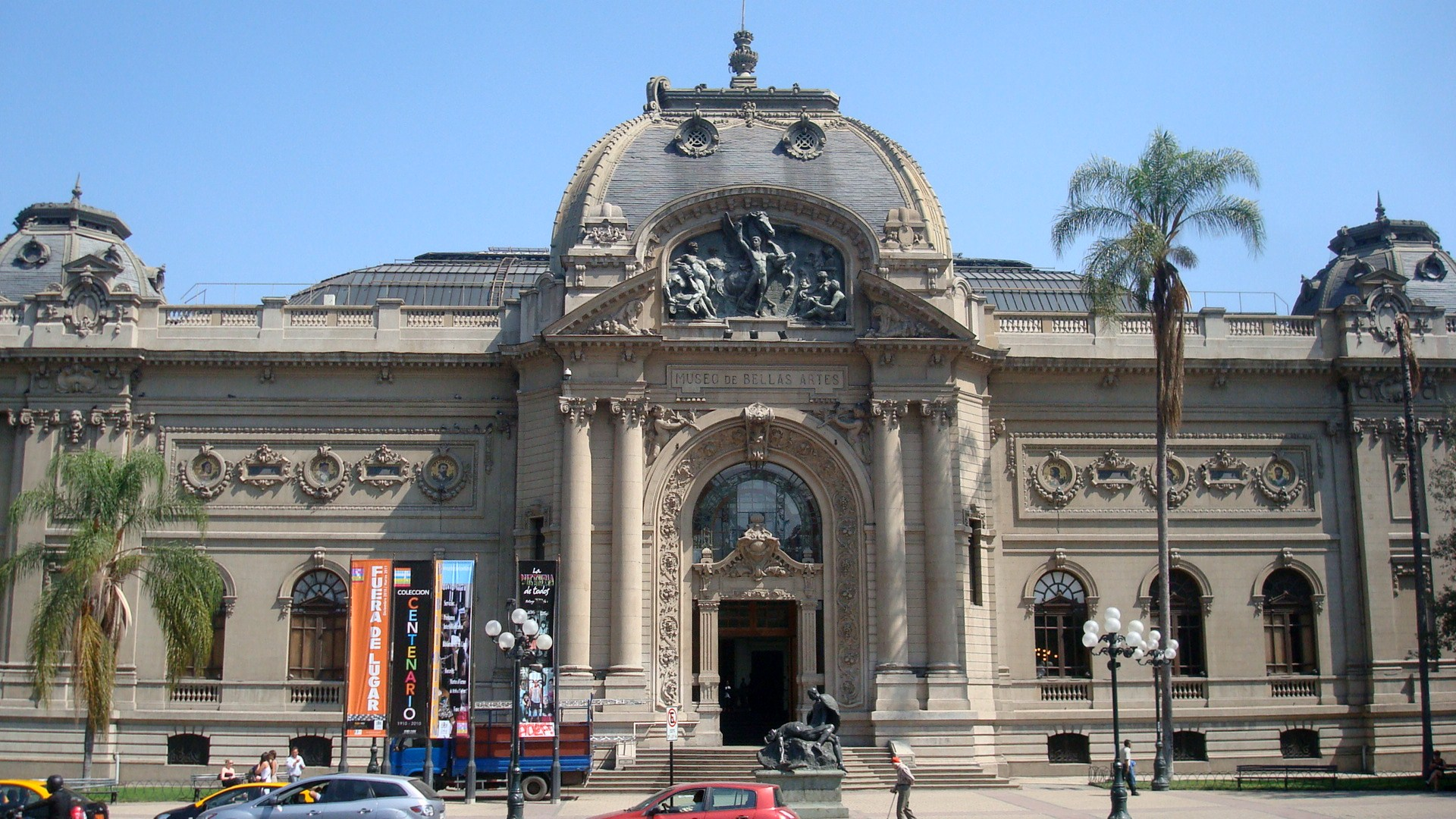
국립미술관

국립미술관(스페인어: Museo Nacional de Bellas Artes, MNBA)은 칠레 산티아고에 있는 미술관이다. 1880년에 설립되었으며, "Artistic Union"에 의해 관리된다.